# Wanted (film, 2008)
A Wanted egy 2008-as amerikai akciófilm Mark Millar azonos című képregénysorozata alapján. Rendezője az orosz Timur Bekmambetov, főszereplői James McAvoy, Morgan Freeman és Angelina Jolie. A 2007 áprilisától forgott produkció bemutatója június végén volt, Magyarországgal az első öt piac között.

## Történet
Wesley Gibson esélyt kap rá, hogy bosszút álljon bérgyilkos apja haláláért. Meghívást kap apja társától, egy Sloan nevű férfitől, hogy csatlakozzon a Szövetséghez, s így apja nyomdokaiba lépjen. A dögös és harcias Fox tanítja meg az újoncot mindarra, ami a végzet halálos ítéleteinek végrehajtásához kell.

## Szereplők
- James McAvoy mint Wesley Gibson (magyar hangja Csőre Gábor)

A 25 éves fiatalember aktakukac módjára dolgozik egy hivatalban, s kénytelen elviselni hűtlen barátnőjét és hatalmaskodó főnökét. McAvoy 2006 októberében kapta meg a főszerepet; ezt megelőzően, a 2006 eleji próbafelvételeket követően elutasították, mivel a stúdió először valaki olyat akart a feladatra, akinek határozott hollywoodi főhős-kinézete és -alkata van. Később azonban visszahívták, McAvoy elmondása szerint azért, mert „[Végül] mégis egy geekes arcot akartak.” Az amerikait játszó skót színész az akciójelenetekhez edzéseken vett részt.
- Morgan Freeman mint Sloan (magyar hangja Kristóf Tibor)

Wesley Gibson elhunyt apjának karizmatikus bérgyilkos-társa. (Ebben a filmben szinkronizálta Utoljára Kristóf Tibor Morgan Freemant. És volt az utolsó befejezett szinkronmunkája.)
- Angelina Jolie mint Fox (magyar hangja Tóth Enikő)

Egyike a Szövetség bérgyilkosainak, ő farag Wesleyből is méltó tagot. Jolie-t 2007 márciusában választották ki Fox alakítójának, miután Dean Georgaris forgatókönyvíró újraírta a szkriptet, egyenesen rá szabva a szerepet.
- Terence Stamp mint Pekwarsky (magyar hangja Szilágyi Tibor)

A gyilkosság tudományának mestereként Pekwarsky a Szövetségen kívül tevékenykedik, ami elsősorban golyók készítését foglalja magában.
- Thomas Kretschmann mint Cross (magyar hangja Epres Attila)

A Szövetséget elhagyó és ellene forduló bérgyilkos.
- Common mint Stukker, a fegyverkovács (magyar hangja Kálid Artúr)

Profi lövész, aki másokat tanít ki a fegyverek használatára.
- Konsztantyin Kabenszkij mint az orosz (magyar hangja Görög László)

Wesley egy másik kiképzője. A Bekmambetov egy korábbi filmje, az Éjszakai őrség főszerepét játszó Kabenszkij azért kapott szerepet, hogy egy ismerős arc is legyen a rendező számára a Wantedben.

## Háttér

### Adaptáció
Mark Millar Wanted című képregény-minisorozata elsőként Jeff Kirschenabum, a Universal Studios igazgatója, s egyben képregényrajongó figyelmét keltette fel, aki egy kőkemény R-korhatárú (17 éven felülieknek) adaptációt képzelt el belőle, s a stúdiót a jogok megvásárlására buzdította. 2004-re Marc Platt producer megkezdte a film előkészületeit. 2005 decemberében az orosz Timur Bekmambetov kapta meg a rendezői feladatokat, első angol nyelvű munkájaként, a forgatókönyvön pedig Derek Haas és Michael Brandt dolgozott. Millarnak nem nyerte el a tetszését a szkript első vázlata. Ezt így magyarázza: „Azt akartam, hogy a film alapvetően a Pókember-film ellentéte legyen, hogy valaki hatalomhoz jut, s rájön, azt tesz, amit akar, s a sötét utat választja. A [forgatókönyv], amit olvastam, túl szelíd volt. Kicsit amerikanizáltnak tűnt. De jött Timur a kelet-európai őrületeivel, s igazán megátalkodottá tette. Közelebb vitte az album szellemiségéhez.”
Bekmambetov elmondta, a film megtartja a szereplőket a képregényből, de a forrásanyag világának adaptálásában szabadsággal élt. 2006 júliusában Chris Morgan forgatókönyvírót kérték fel a Wanted-szkript Haas és Brandt által jegyzett harmadik változatának átnézésére. Dean Georgaris szintén átírta az anyagot, így került bele Fox szerepe, Angelina Jolie számára. Haas és Brandt pedig újra munkához láttak, hogy kibontsák Wesley Gibson karakterét, akit az első vázlatban alapoztak meg.
Millar a film első feléről azt nyilatkozta, hogy közel áll a képregényalbumhoz, s a befejezése is hasonló, de más a helyszíne. A képregény szuperhősi öltözeteit a filmbe nem ültették át, azonban Wesley és Fox bőrszerelést kapott. Ironikus módon, ezt Millar is eltervezte a képregény írásakor, azonban J. G. Jones rajzolóval együtt megfeledkeztek róla. „Azt akartam, hogy ha megvan nekik a különleges képesség, viseljék azokat a jelmezeket az induláskor, de csak egy mező erejéig.” – meséli Millar. „Csak aztán megfeledkeztem róla. Szerettem volna, ha [a filmkészítők] megtartják a szupergonosztevő-mítoszt. Emiatt kicsit szomorú vagyok, hogy nem tették, mert nekem nagyon tetszett az elképzelés, hogy szupergonosztevők és hősök egyszerre léteztek, de ez már a múlté.” Az a cselekményszál, mely szerint a végzet dönt a halálos utasításokról, Millar tetszését is elnyerő új adalék volt a filmhez, s egybeesik a képregény eredeti témájával, az eleve elrendeléssel.
A Wantedben szerepet kap a szabadfutás és a parkour is az autós üldözések és a tűzpárbajok mellett. Millar a previzualizációs felvételeket látva úgy nyilatkozott, hogy megnövekedtek az elvárásai a filmadaptációval szemben.

### Forgatás
A helyszíni forgatások Chicago városában kezdődtek meg 2007 áprilisában. Több üldözési jelenetet is, köztük egy alacsonyan szálló helikopterrel, május 17-én és 18-án vettek fel a Wacker Drive-on a Chicago River mentén, a Columbus Drive és a LaSalle Street között. Májusban a stáb Csehországba költözött, tizenkét hetes munkára. John Myhre díszlettervező a filmben ábrázolt indusztriális világ részeként alkotott meg Prágában egy hatalmas textilgyárat. Ez azon mitologikus környezet részét képezi, amelyben a szövőszékek olyan anyagokat szőnek, melyek meghatározzák az emberek sorsát; szövők közvetítik őket, konkrét egyének halálát elrendelve, ami a világ egyensúlyának megtartásához szükséges. A cseh forgatást követően az alkotók Budapestre utaztak, majd augusztusban vissza Chicagóba.
Ez az első olyan film, melyhez a Red One digitális kamerát használták.

## Bemutató
A Wanted bemutatóját eredetileg 2008. március 28-ára tűzték Észak-Amerikában, azonban 2007 decemberében a Universal bejelentette, hogy 2008. június 27-ére halasztják a premiert.
A film első vetítése Londonban volt 2008. június 12-én, majd elsőként június 26-ától tűzték műsorra a mozik, öt országban, köztük Magyarországon is.

### Kritikai visszhang
A filmet alapvetően kedvezően fogadták a kritikusok. 2008 június végével bezárólag a Rotten Tomatoes kritika-összesítő weboldalon 73%-ban olvasható pozitív visszajelzés. A konszenzus szerint a Wanted „gyors tempójú, izgalmakkal teli hullámvasút a nyári közönség számára szőve.”
Lisa Schwarzbaum az Entertainment Weekly oldalain jól összefoglalja a legtöbb kritikus véleményét, mikor azt írja, a „Wanted értelmetlen és idióta. De mocskos és brutális is. És tagadhatatlanul jó móka…”. Tom Long a The Detroit Newstól hasonlóképpen vélekedik: a „Wanted talán az évszázad legelvetemültebb őrülete. Vagy lehet, hogy egy hatalmas hulladék. Valószínűleg a kettő együtt. De ember, totál ott van.” Caludia Puig a USA Todayben úgy találta, a „székhez szegező kaszkadőrmutatványok és a hiperkinetikus akciójelenetek a vitathatatlan sztárjai ennek a meglepően szórakoztató filmnek.” Ezzel szemben a The Austin Chronicle-ben megjelent vélemény szerint „ha a Maxim magazin valaha is úgy dönt, filmkészítésre adja a fejét, a Wanted az a fajta fülsértő zagyvaság, amit alkotni hivatott”, míg David Feart a Time Out New Yorktól szintén nem győzték meg a látottak: a Wanted „az energiaital filmes megfelelője. Folyamatos mesterséges adrenalinpumpa agyatlan, alultápláló érzékletekkel, ami végül kényelmetlen és bizonytalan állapotban hagy pár perccel később.” […] „Ez az ultraerőszakos mutatvány aztán jól megsért bennünket, mikor az összevert, vérző McAvoy felvilágosítja a nézőt arról, hogy korábban ő is 'pont ilyen vesztes volt', mint mi.” A Film Journal International kritikusa, Frank Lovece azon kevés fősodorbeli újságírók közé tartozik, akik olvasták a képregénysorozatot, s azt tapasztalta, a film alulmarad a forrásanyaggal való összevetésben. Megjegyezte, hogy a főhős a füzetekben messzebbre is elmegy, áttöri a negyedik falat és gúnyolódik az olvasóval azzal kapcsolatban, hogy tetszett-e neki a sorozat. Lovece arra jutott, „Noha Millar talán semmibe veszi olvasóit – és nagyobb perspektívában, ezzel együtt a médiumot is, amiben alkot –, legalább megvan a saját elképzelése, amit stílusosan és szellemesen tálal”, mindazzal, ami hiányzik a filmből.
A képregényekkel foglalkozó sajtóban megjelent vélemények is egyezkedők. A Comic Book Resources szerint „A film legnagyobb hibái abból következnek, hogy túlságosan eltér a forrástól.” […] „Ha láttál valaha bármilyen filmet bőrszereléses bérgyilkosokról, akkor már tudod, mi lesz ennek a filmnek a vége. A sebesség és a filmkészítés szakértelme ugyanakkor kiegyenlíti a hibákat.” A Newsarama munkatársa rámutatott, a történet erősen eltér a forrástól, ám a film „nagyon szórakoztató akciómozi, ami megőrzi a képregény alapjait és pimasz attitűdjét, míg a sztorit teljesen más, de még így is kielégítő területre ülteti át.”
Európai kritikusoktól szemezgetve a The Guardianben az olvasható, „Olyan az egész, mintha egy 13 éves fiúkból álló bizottság írta volna, akik számára az átható szex még csak szóbeszéd, s a végeredmény akár egy pártpolitikai adás a nőgyűlölő párt megbízásából.” […] „Egy ideális világban a 'Not' szó lenne a cím elé szögezve.”

### Box office
A Wanted bemutatója hétvégéjén 50,9 millió dollárt keresett az Egyesült Államokban és Kanadában – nagy mértékben felülmúlva a prognózisokat. Eredménye azonban csak a nézettségi lista második helyére volt elegendő a szintén debütáló WALL-E mögött. A többi országban ugyanezen idő alatt további 32,3 millió dollárnak megfelelő összeg került a mozikasszákba, így három nap alatt világszerte 83,2 millió dollárt gyűjtött a film, végül pedig összbevétele meghaladta a 340 millió dollárt.

## Külső hivatkozások
- Hivatalos oldal
- Wanted a PORT.hu-n (magyarul)
- Wanted az Internet Movie Database-ben (angolul)
- Wanted a Rotten Tomatoeson (angolul)
- Wanted a Box Office Mojón (angolul)
- A Wanted hivatalos oldala
- A Wanted a Cinematrixon